# Counting Cars
Counting Cars, conocido como Locos por los autos en Hispanoamérica o Locos por los coches en España, es un programa de telerrealidad emitido en Canal de Historia y producida por letfiel Pictures. La serie, que es la tercera derivación de Pawn Stars, se rueda en Las Vegas, Nevada, donde se narran las actividades diarias en Count's Kustoms, un taller de restauración de automóviles y personalización perteneciente y dirigido por Danny Koker, quien anteriormente aparecía como un experto en coches recurrente en Pawn Stars. En un formato similar a otro 'spin-off' Pawn Stars, American Restoration (Los Restauradores), la serie sigue a Koker y su personal día a día, rodando su trabajo restaurando y modificando coches clásicos y motocicletas.  Counting Cars  hizo su debut en la historia el lunes 13 de agosto de 2012 a las 10:30 pm hora después  Pawn Stars , antes de asumir su horario regular de los martes a las 10 pm, comenzando el 14 de agosto de 2012.
Suele haber apariciones recurrentes de Rick Harrison de Pawn Stars, Ziggy Marley, Cassandra Peterson. El taller también ha sido visitado por miembros de la banda de heavy metal Judas Priest, Danny Gifts, Richie Faulkner y Les Paul.

## Reparto
- Danny "El Conde" Koker – Koker es el propietario de "Count's Kustoms", una tienda dedicada a la reparación y restauración de vehículos de motor, automóviles y motocicletas especialmente. El nombre de la tienda es derivado de Stint de Koker como parte de los dueños del local independent station KFBT (now KVCW), durante el cual él recibió un escaparate semanal B-movie , Saturday Fright at the Movies, como "Count Cool Rider".[4] Danny, quien creció en Cleveland and Detroit, es un mecánico autodidacta que viene de una familia de empleados de Ford Motor Company.[5] tiene más de 50 automóviles en su colección personal,[6] y está obsesionado con encontrar, comprar y convertir muscle cars americanos clásicos y motocicletas que cuando ve un vehículo que admira , encontrará la manera de obtenerlo,[5] incluso haciendo sobre el terreno ofertas de compra mientras navega por Las Vegas con Kevin,[7] o buscando a través de lotes de exhibiciones en lotes de autos.[8] Mientras, él disfruta los autos clásicos, a Danny no le dat trabajar con vehículos recientes y generalmente rechaza ofertas de trabajo con ese tipo de autos.[9] Él ha estado en marcha con sus negocios por más de 15 años en el momento del estreno de la serie,[5] y era un experto en autos y motocicletas recurrente en Pawn Stars, que aparece por primera vez en la tercera temporada en el episodio e "Getting a Head" en septiembre del 2010.[10][11] También aparece como experto en Pawn Stars spin-off, American Restoration.[12][13] además de Count's Kustoms, Koker también posee Vamp'd Rock Bar and Grill del Conde,[14][15] y Count's Tattoo Company, un salón de tatuajes en el Rio All Suite Hotel and Casino,[14] que fue formado en asociación con Vince Neil.[16][17]

- Kevin Mack – La mano derecha de Danny y su mejor amigo por más de 20 años antes del estreno de la serie.[7] Danny y él disfrutan viajando por Las Vegas buscando vehículos para comprar,[7][18] y Danny tiende a utilizar a Kevin como una garantía cuando él coge el coche de un extraño para una prueba de conducción.[18] Tiene un hijo llamado Devin que ha participado en carreras[19] de Legends Car que pertenecen a Count's Kustoms desde que tenía 13. Apodado"Cheeky", Devin comenzó a correr go-carts cuando tenía 8 años y apareció en el episodio "Dream On" (cuando tenía 17) en el cual Legend Car requirió reparación.[20] Steve, hermano de Kevin es un abogado de Las Vegas y juez que también es propietario de una compañía de remolques.[21]

- Horny Mike – "Cuernos Mike" Un artista del aerógrafo cuyo apodo se deriva de su práctica de poner cuernos en 3-D en todo, desde los vehículos, a los cascos y a la ropa.[7][22]

- Roli Szabo[23] es detallista de la tienda, responsable de la limpieza y pulido de todos los vehículos con los que Count's Kustoms trabaja. Su acento húngaro es a menudo la fuente de diversión en la tienda.[24] De acuerdo con Roli, los puestos de trabajo en los que trabajó previamente incluyen el conducir una ambulancia en el ejército, trabajo en una empresa de tubos de PVC; trabajando como ejecutivo de transporte y como guardaespaldas, asistente personal y chofer para el hombre más pequeño del mundo.[21]

- Big Ryan – A los 6 pies 7 pulgadas y 350 libras, Ryan es el proyecto del explorador de Danny,[3] y el selector de partes experto con más de 15 años de experiencia.[25]

- Scott – Scott es el gerente de Count's Kustoms,[26] el contador de Danny, quien mantiene una contabilidad del dinero en cada proyecto para asegurarse de que son rentables. Danny admite que Scott es muy bueno en su trabajo, pero puede ser un verdadero idiota a veces,,[7] Scott a veces entra en conflicto con Danny y los demás acerca del presupuesto de los proyectos,[3] los horarios de los proyectos,[26][27] o en situaciones en las que Danny quiere quedarse con los coches en lugar de revenderlos.[8] Scott dejó la serie entre la segunda y tercera temporada y sólo se menciona brevemente en el estreno de la tercera temporada (después de tener que viajar a Tennessee después del nacimiento de su hijo).[28]

- Shannon – Gerente de la tienda de bicicletas y constructor plomo quien Danny alaba por sus habilidades de fabricación y de ingeniería, refiriéndose a él como el "número uno" en la tienda de bicicletas[15][19]

- Ryan – (que no debe ser confundido con Big Ryan) trabaja con Shannon en la tienda de bicicletas.[29] Él es el jefe de pintores y artista gráfico.[30]

- Harry "Abuelo" Rome Sr.[31] –Empleado que trabaja en la tienda. Aunque su apodo se deriva del hecho de que él es mayor que cualquiera de los otros, dice que puede hacer el doble de trabajo que realizan.[19] Él se identifica primero por su nombre y dado el diálogo en el episodio de la temporada 2 "tamaño importa".[32] Abuelo trabaja con su hijo, Harry, un hombre de familia quienes abuelo describe como "el responsable", en contraste con Abuelito sí mismo.[33]

- George – Uno de los mecánicos que ha trabajado en la tienda por años.Una de sus más grandes posesiones es una verde 1940 Ford street rod pickup with purple flames.[34]